# José Michelena
Pour les articles homonymes, voir Michelena.
Michelena  Arsuaga est un nom espagnol. Le premier nom de famille, en général paternel, est Michelena ; le second, en général maternel, souvent omis, est Arsuaga.
José Michelena Arsuaga, né le 21 novembre 1932 à Oiartzun,, est un coureur cycliste espagnol. 

## Biographie
Spécialiste du cyclo-cross, José Michelena est devenu champion d'Espagne de la discipline à trois reprises. Il s'est également distingué sur route en remportant deux éditions consécutives de la Classique d'Ordizia. Ses frères Francisco et Agustín ont eux aussi été coureurs cyclistes.

## Palmarès et résultats

### Palmarès par année
- 1951
  - 2e de la Prueba Legazpia
- 1952
  - 3e de l'Antzuola Saria
- 1953
  - 3e du championnat d'Espagne de cyclo-cross
- 1954
  -  Champion d'Espagne de cyclo-cross
  - 8e du championnat du monde de cyclo-cross
- 1956
  -  Champion d'Espagne de cyclo-cross
  - Classique d'Ordizia
- 1957
  -  Champion d'Espagne de cyclo-cross
  - Subida a Arrate
  - Classique d'Ordizia
- 1958
  - 2e du championnat d'Espagne de cyclo-cross

### Résultats sur les grands tours

#### Tour d'Espagne
1 participation
- 1957 : 31e